# Filopemén
Filopemén (en griego, Φιλοποίμην o, en letras latinas Philopoimen) (Megalópolis, 253 a. C. - Mesene, 184 a. C.), fue un general y político griego, que ocupó el cargo de strategos de la Liga Aquea en ocho ocasiones.
Desde su primer nombramiento como strategos en 209 a. C., Filopemén ayudó a convertir la Liga Aquea en un importante poder militar en Grecia. Fue denominado «el último de los griegos» por un escritor romano anónimo.

## Primeros años
Hijo de Craugis de Megalópolis, su padre murió cuando él todavía era joven. Entonces fue adoptado por un importante ciudadano de Megalópolis llamado Cleandro.
Fue educado por los filósofos académicos Ecdemo y Demófanes, ambos megapolitanos. Anteriormente, estos filósofos habían ayudado a deponer a los tiranos de Megalópolis, Sición y Cirene. Por lo tanto, recibió importantes nociones a favor de la libertad y de la democracia. Filopemén intentó, a lo largo de su vida, emular al general y político tebano Epaminondas, del siglo IV a. C., manteniendo la creencia de que como servidor público, la virtud personal era una condición necesaria. Conforme a sus creencias, Filopemén mantuvo un estilo de vida austero durante toda su vida.

## Las batallas de Megalópolis y Selasia
La primera vez que Filopemén atrajo sobre sí la atención de los principales políticos griegos fue durante la defensa de la ciudad de Megalópolis contra el rey espartano Cleómenes III en 223 a. C. Cleómenes había puesto asedio sobre Megalópolis, y Filopemén estaba entre los defensores de la ciudad. Durante la batalla, Filopemén perdió su caballo y fue herido y, sin embargo, siguió luchando en la batalla hasta el final. Sus acciones dieron suficiente tiempo a los ciudadanos de Megalópolis para evacuar la ciudad.
El entonces rey de Macedonia, Antígono III Dosón, estaba deseando restaurar la influencia macedonia sobre el Peloponeso por primera vez en casi dos décadas. En 224 a. C. había firmado una alianza con Acaya, Beocia, Tesalia y Acarnania y ahora, con la retaguardia protegida por los tratados, Antígono invadió el Peloponeso y expulsó a los espartanos de Argos, tomando Orcómeno y Mantinea en el proceso.
Sin embargo, cuando avanzó hacia Laconia, Antígono se encontró con que Cleómenes había bloqueado todos los pasos montañosos excepto uno, cercano a Selasia, en dónde esperaba con su ejército. Filopemén participó en la batalla de Selasia (222 a. C.) dirigiendo a una fuerza de caballería que incluía soldados de Megalópolis, apoyado por infantería iliria. Cuando Antígono entró en batalla, se vio pronto rodeado por el enemigo, por lo que Filopemén lanzó su propio ataque. Mientras que sus propias fuerzas sufrieron duras pérdidas, los sorprendidos espartanos huyeron.
En el encuentro, el caballo de Filopemén cayó y él mismo recibió una herida de jabalina pero, a pesar de ello, continuó luchando tras las líneas enemigas. Finalmente las fuerzas espartanas fueron masacradas por los macedonios y sus aliados, y Cleómenes se vio obligado a huir a Egipto. Como líder de los aqueos, las acciones de Filopemén impresionaron a Antígono III.

## Comandante de caballería
Los once años siguientes a 221 a. C. los pasó como capitán mercenario en Creta. A su vuelta a Grecia en 210 a. C., Filopemén fue nombrado comandante de caballería de la Liga Aquea. Ese mismo año, en una de las batallas asociadas a la primera guerra macedónica entre el Reino de Macedonia y la República romana, Filopemén se enfrentó a Damofanto, que contaba con un ejército compuesto por los etolios y eleos, cerca del río Larisa en la frontera de Élide.
Durante la batalla, Damofanto cargó directamente contra Filopemén con su lanza. Filopemén no se asustó, sino que permaneció esperando con su lanza hasta que la lanzó directamente contra el pecho de Damofanto, provocándole una herida mortal. Inmediatamente después el enemigo huyó del campo de batalla, y el prestigio de Filopemén se incrementó en toda Grecia.

## La batalla de Mantinea
Filopemén fue designado strategos de la Liga Aquea en 209 a. C. Desde su nueva posición, modernizó e incrementó el tamaño del ejército aqueo, actualizando el equipamiento y las tácticas militares de los soldados. Recuperó la armadura pesada y la formación cerrada, ya olvidada, en la infantería, consiguiendo con estas reformas hacer disciplinado a su ejército. Sus esfuerzos para convertir a los aqueos en una fuerza militar efectiva darían sus frutos unos años más tarde.
En los años siguientes a la derrota del rey espartano Cleómenes III en la batalla de Selasia, Esparta había experimentado un vacío de poder que había llevado finalmente a que la corona espartana se colocase en un niño, Pélope, mientras que Macánidas gobernaba como regente.
En 207 a. C. tuvo lugar la batalla de Mantinea entre los espartanos dirigidos por Macánidas y la Liga Aquea, comandada por Filopemén. La batalla se saldaría con la derrota de los espartanos y además, durante la batalla, Filopemén derrotó y mató al propio regente espartano, Macánidas, en combate singular. Más tarde los aqueos erigirían una estatua de bronce en Delfos, en la que representaron la lucha entre Macánidas y Filopemén.
Gracias a esta victoria, Filopemen pudo continuar para capturar Tegea y llegando a alcanzar con su ejército hasta el río Eurotas.

## La llegada al poder de Nabis en Esparta
La muerte de Macánidas supuso la llegada al poder de Nabis, quien primero gobernó como tutor de Pélope, pero tras la casi inmediata muerte de este se convirtió en rey (o tirano) de Esparta. Bajo el mando de Nabis, Esparta volvió a amenazar el Peloponeso.
En 205 a. C., Filipo V de Macedonia firmó un acuerdo de paz, a través del tratado de Fénice, con la República romana, poniendo fin a la primera guerra macedónica. Tras esta paz, Nabis comenzó una guerra contra la Liga Aquea. Filopemen fue nombrado strategos de la Liga Aquea entre 201 y 199 a a. C.
En 201 a. C., Nabis invadió y capturó Mesenia, pero los espartanos fueron obligados a retirarse cuando el ejército de Filopemen intervino. Las fuerzas de Nabis recibieron una derrota decisiva en Tegea, y Nabis se vio obligado a revisar sus planes expansionistas por el momento.

## Filopemen vuelve a Creta
La ciudad de Gortina, en Creta, solicitó la ayuda de Filopemen, por lo que en 199 a. C. este volvió a la isla, de nuevo como líder mercenario. Filopemen tuvo que cambiar sus tácticas militares para adaptarse al tipo de guerra de guerrillas que estaba llevándose a cabo en la isla. Sin embargo, y gracias a su experiencia, fue capaz de derrotar a sus enemigos. Filopemen permaneció en Creta 6 años.
Mientras tanto, Nabis aprovechó la ausencia de Filopemen, asediando la ciudad de Megalópolis durante un prolongado periodo de tiempo. Nabis también logró el control sobre la ciudad de Argos, que estaba bajo el poder macedonio, a través de un acuerdo con Filipo V de Macedonia. Más tarde, Nabis cambiaría de bando y se aliaría con la República romana, esperando con ello poder mantener sus conquistas.
En 196 a. C. el general romano y procónsul Tito Quincio Flaminino acusó a Nabis de tiranía, tomó Gitión, en Laconia, y obligó a Nabis a rendir la ciudad de Argos. Los romanos se retiraron de Grecia en 194 a. C., dejando un mapa político en el que los poderes dominantes de la región eran el reino de Macedonia, Etolia, la fortalecida Liga Aquea y la debilitada Esparta. Los etolios, que se habían opuesto a la intervención romana en los asuntos griegos, incitaron al líder espartano a que retomara sus territorios perdidos y recuperara su influencia en los asuntos griegos.

## Filopemen retorna a la Liga Aquea como strategos
En 193 a. C., Filopemen retornó a la Liga Aquea, en dónde fue nombrado strategos para que dirigiese la lucha contra Nabis. El año anterior, Nabis había intentado conquistar la línea de costa de Laconia, y la Liga Aquea había respondido enviando a un embajador a Roma para pedir ayuda. Como respuesta, el Senado romano envió al pretor Atilio con la armada, así como una embajada encabezada por Flaminio.
No obstante, sin esperar a que llegase la flota romana, el ejército y la armada aqueos, comandados por Filopemen, se dirigieron hacia Gitión. La flota aquea fue derrotada por la persa y, en tierra, los aqueos no lograron derrotar a los espartanos, por lo que Filopemen y sus hombres se retiraron a Tegea.
Cuando Filopemen invadió Laconia en un segundo intento, sus fuerzas fueron emboscadas por Nabis, pero sin embargo Filopemen fue capaz de conseguir una victoria sobre los espartanos. Los planes de Filopemen de tomar la propia Esparta fueron, sin embargo, paralizados ante la solicitud del enviado romano, Flaminio, a su llegada a Grecia. A cambio, Nabis decidió por el momento aceptar el statu quo.

## El sometimiento de Esparta
Nabis pidió entonces ayuda a los etolios, que respondieron enviando 1000 hombres de caballería bajo el mando de Alexameno. Sin embargo, los etolios asesinaron a Nabis y ocuparon temporalmente Esparta. Las tropas etolias tomaron el palacio y comenzaron a saquear la ciudad, pero los habitantes lograron defenderse y echarles de la ciudad.
Filopemen se aprovechó de la traición etolia, y entró en Esparta con su ejército. Estando en control total de Esparta, Filopemen obligó a la ciudad a convertirse en estado miembro de la Liga Aquea.
Sin embargo, la entrada de Esparta en la Liga Aquea hizo aparecer el problema de cómo tratar a aquellos espartanos que habían sido exiliados durante los regímenes revolucionarios que habían estado en el poder en Esparta durante los últimos años. Filopemen quería permitir su retorno solo a aquellos espartanos que estuvieran dispuestos a apoyar a la Liga, pero esto supuso ganarse la hostilidad espartana por su interferencia en sus asuntos internos.
En 188 a. C. Filopemen invadió el norte de Laconia con su ejército y un grupo de exiliados espartanos. Su ejército demolió la muralla que Nabis había construido alrededor de Esparta, y Filopemen restauró la ciudadanía espartana a los exiliados, aboliendo la ley espartana y sus sistema educativo para sustituirlo por la ley y las instituciones aqueas. El papel de Esparta como uno de los principales poderes de Grecia finalizó, mientras que la Liga Aquea se convirtió en el poder dominante en el Peloponeso.

## Últimos años
Sus acciones provocaron una nueva oposición en Esparta, incluso entre los que anteriormente apoyaban a Filopemen. Como resultado, sus oponentes apelaron directamente al Senado romano, que a su vez sugirió algunas soluciones para los desacuerdos, soluciones que fueron rechazadas una y otra vez por Filopemen y sus apoyos. De hecho, la Liga Aquea se negó a reconocer cualquier papel de Roma en sus asuntos internos, argumentando que Roma había reconocido previamente la independencia de la Liga a través de un tratado formal.
Esta actitud agresiva contra Esparta y Roma hizo aparecer divisiones en el seno de la política aquea. Sin embargo, Filopemen moriría antes de poder solventar estos problemas.
En 183 a. C. un político llamado Dinócrates, fuerte opositor de Filopemen, fomentó una revuelta en Mesenia contra la Liga. Tras el anuncio de Dinócrates de que capturaría Colonis, Filopemen decidió que era necesario sofocar la rebelión. En una batalla posterior, Filopemen se encontró detrás de las líneas enemigas después de que su caballo le arrojara al suelo. Fue capturado por los mesenios y condenado a muerte, si bien le invitaron a beber veneno, en lo que se consideraba una muerte honorable.
Al escuchar las noticias de su muerte, los miembros de la Liga Aquea unieron sus fuerzas para capturar Mesenia. Su cuerpo fue recuperado por los aqueos e incinerado con gran solemnidad. En su funeral público, el historiador Polibio portó la urna con sus cenizas, y más tarde escribió una biografía y defendió su memoria en sus Historias. Pausanias escribiría tras su muerte que, Grecia dejó de crear buenos hombres.